# 수질 오염

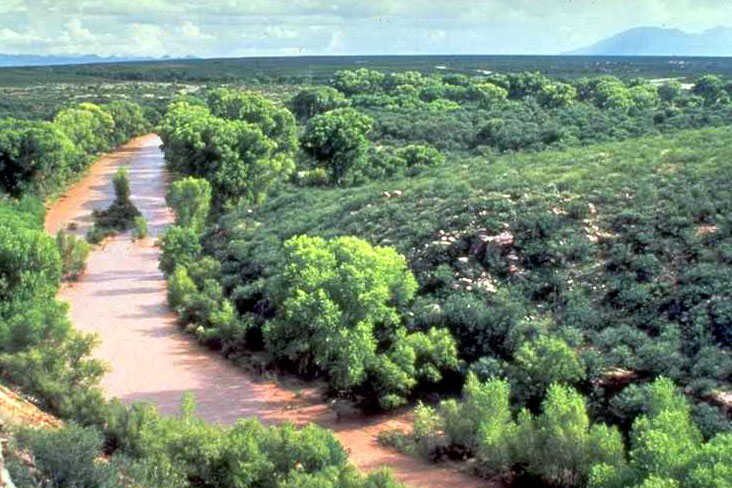
비점 오염의 예시.

수질오염(水質汚染)이란 인간의 활동결과 발생한 폐수가 호수, 강, 해양, 지하수 등에 유입되어 수질이 저하되는 걸 의미한다.
자연적으로도 화산 폭발, 조류(藻類), 폭풍, 지진도 수질과 물의 생태에 영향을 주지만, 물이 ‘오염되었다’는 것은 주로 물을 사용하려는 용도로 이용할 수 없는 경우에 해당된다. 수질오염은 직접·간접적으로 인간의 건강과 생활 환경의 수준을 저하시켜, 수산업 등의 피해를 발생시키는 원인이 된다. 현대에서는, 피해가 현저하지 않아도 자연환경에 악영향을 줄 우려가 높은 현상도 포함된다.

## 개요
인간은 생활 배수(排水)나 산업 폐기물 등 불필요한 오수(汚水)를 강이나 바다로 마구 흘려보내고 있다. 우리가 배출한 오염 물질은 강물을 거쳐 호수나 바다로 흘러들어 그곳에 천천히 축적되어 간다. 자연의 정화 작용에 의해 오염 물질의 일부는 제거되지만, 나머지 많은 양은 그대로 축적되는 것이다. 이로 인한 수질 오염은 하천·호수·늪·지하수에서 내해·연안·외양으로 확산되고 있다. 호수나 늪의 오염은 오염 물질이 축적되기 쉽고, 지역과 밀접한 오염이기 때문에 지구 규모의 환경 문제로까지 거론되고 있지는 않다.
한편, 도시 폐수와 산업 폐수만이 강물을 오염시키는 것은 아니다. 호수나 늪, 국제 하천의 오염에 비하면 해양 오염은 보다 광범위하다. 하천에서의 유기물이나 유해 물질의 유입, 선박이나 해저 유전(油田) 등에서의 기름 유출, 유해 폐기물의 해양 투기 등 여러 가지 경로에서 해양 오염은 심각해지고 있다. 게다가 매립지에서 문제가 되고 있는 분해되지 않는 플라스틱류는 밀도가 낮지만 해양 전체에서 널리 볼 수 있다. 플라스틱류는 미관을 해칠 뿐 아니라 스크류나 배의 키에 얽히거나 엔진 냉각수계를 막히게 하는 등 선박에 피해를 주며, 바다 동물이나 바닷새가 플라스틱 조각을 잘못 먹어 문제가 되고 있다.
지하수 오염은 지표면에 있는 물이 오염되면서 오염 물질이 지하로 스며들어 발생한다. 이러한 오염 물질에는 하수도나 정화조에서 새어나온 각종 화학물질과 흘러나온 기름 등이 있다. 또한 지하수는 화학비료나 땅 속에 묻혀 있는 방사성폐기물로도 오염될 수 있다. 이러한 지하수 오염은 지하수의 양과 질에 두루 문제가 있다. 보충되는 지하수 양에 비해 사용하는 양이 너무 많으면, 지하수의 수면이 낮아지고 수질이 나빠진다. 특히 요즘에는 지하수 오염이 매립된 폐기물에서 나온 침출수가 지하로 스며들어 발생하므로 심각한 사회적 문제가 되고 있다. 수질오염은 이미 남·북극에까지 번져서, 남극에 사는 생물들의 먹이사슬에까지 파고들었다. 이제 우리가 선택할 길은 지극히 간단하다. 오염의 증가를 방지하고 바다를 깨끗이 보존해서 생물들을 살리거나, 아니면 우리의 하나뿐인 지구가 서서히 죽어가도록 내버려 두느냐, 이 두 가지 중 하나인 것이다.

### 세계의 현황
유럽이나 캐나다의 호수나 늪에서는 산성비에 의한 호수나 늪의 산성화가 커다란 문제로 대두되고 있다. 산성화되면 호수의 생태계가 파괴되어 생물이 살 수 없는 죽음의 호수가 된다. 산성비는 그 나라뿐 아니라 국경을 넘어 피해를 초래하고 있다. 스위스의 알프스에서 발원하는 라인강은 프랑스와 독일 국경 사이를 흘러 독일과 네덜란드를 거쳐 북해로 흘러든다. 또한 지류나 운하에 의한 지중해·흑해·발트해와도 연결되어 가히 유럽의 교통 동맥이라고 할 수 있는 국제 하천이다. 그러나 연안의 공장에서 폐수가 유입되어 유럽에서는 수질 오염이 가장 심각한 하천이 되어 버렸다.

### 대한민국의 현황
대한민국의 경우에도 김포쓰레기매립장을 제외한 기존의 다른 매립장에는, 침출수가 지하수로 흘러드는 것을 막을 만한 시설이 없기 때문에 매립지 부근의 지하수 오염이 심각하다.

## 오염물질

### 화학물질
논밭에 뿌려지는 화학 비료도 상수도를 오염시킬 수 있다. 화학 비료에 포함된 인산염과 질산염은 쉽게 빗물에 씻겨 나가는데, 이러한 영양 염류는 강이나 호수에 축적되어 자연의 영양 균형을 무너뜨린다. 질소나 인 등으로 인한 부영양화가 진행되어 플랑크톤이 대량 발생하여 어업 피해를 가져오는 적조(赤潮) 현상이나 대량 발생한 플랑크톤이 물 속의 산소를 다 소비하여 생기는 청조(靑潮) 등이 대규모화하여 세계 각지로 확산되고 있다. 또 중금속 오염도 심각하여 고농도의 수은·구리·아연·카드뮴 등이 해양 생물에서 검출되고 있다. 또한 독성이 강한 TBT나 독성이 약한 TPT가 발견되고 있다. TBT나 TPT는 부착된 해조의 포자를 죽이기 때문에 선박 바닥을 칠하는 페인트나 어망 오염 방지제로 사용되는 물질이다.

### 온배수
뜨거운 물은 낮은 온도에 적응되어 있던 동·식물을 죽이고, 물에 녹아 있는 산소의 양을 줄인다. 뜨거운 물은 대부분 냉각을 목적으로 물을 사용하는 산업시설이나 발전소에서 나온다. 수권으로 뜨거운 물이 들어갈 경우에도 자연 순환은 혼란에 빠진다.

### 기름유출
또 다른 오염물질로는 기름이 있는데, 이는 주로 유조선이나 근해에 있는 유정(油井)에서 바다로 흘러들어간다. 이러한 오염 물질은 해안을 황폐화시키며, 각종 새와 해양생물을 죽인다. 원유는 바다 위를 떠다니다 바닷물과 태양의 작용에 의해 몇 주일 후면 분해된다. 그러나 기름 유출이 육지 근처에서 일어나면 기름막은 해안으로 밀려와 모든 것을 뒤덮고, 그 지역 생태계에 심각한 영향을 미쳐 바닷새와 수생 포유류, 조개류가 기름 범벅이 된 채 죽어 간다. 또한 많은 물고기가 유해 물질에 중독된다. 1991년에 있었던 걸프 전쟁으로 수백만 배럴의 원유가 페르시아 만으로 흘러들어 환경에 이루 헤아릴 수 없는 악영향을 미쳤다.

## 수질 오염의 분류
지표수와 지하수는 서로 밀접한 관계에 있지만, 수자원을 관리하거나 연구할 때 지표수와 지하수를 따로 보는 경우도 있다. 지표수 오염은 오염물질의 근원지에 따라 크게 두 종류로 나뉜다.

### 점 오염원
점 오염원이란 수도관이나 배수로 등의 개개의 전달 통로를 통해 수로로 흘러드는 오염 물질을 의미한다. 생활하수, 공장폐수, 도시의 빗물 배수관을 통해 흘러드는 물 등이 점 오염원에 속한다. 미국 수질환경법(Clean Water Act)에서는 점 오염원을 ‘규정된 시행 목적을 위한 것’으로 규정하고 있다. 1987년에는 이 규정이 개정되어 도시의 빗물 배수관을 통해 흘러드는 물도 점 오염원에 포함되었다.

### 비점 오염원
비점 오염원은 점 오염원과 달리 오염원이 개개별로 되어 있는 것이 아니라 굉장히 넓은 지역에서 발생한 오염물질이 누적된 것이다. 농경지에서, 비료의 질소 화합물이 침출수에 섞여 강물로 흘러드는 경우가 대표적인 예이다. 농경지나 숲에서 빗물에 의해 유기물질이 씻겨 내려가는 경우도 비점 오염에 속한다.
주차장, 도로, 고속도로 등에 비가 내려서 이곳에 있던 오염물질이 씻겨 내려가는 경우도 비점 오염에 속한다. 하지만 여기서 오염된 물이 빗물 배수관을 통해 빠져나간다면, 이는 점 오염에 속하게 된다. 즉, 오염된 물이 지표로 배수되는 경우에만 비점 오염에 속한다.

## 수질 등급
수질 등급을 나누는 기준은 BOD(생물학적 산소요구량), COD(화학적 산소요구량), DO(용존산소량) 등이 있다. 이런 기준에 따라 대한민국에서 사용하는 하천의 수질 등급은 다음과 같다.
| 등급           | 수소 이온 농도(pH) | BOD(ppm) | COD(ppm) | 총 유기 탄소량(TOC) (mg/L) | 수질 및 수생태계 상태 |
| -------------- | ------------------ | -------- | -------- | -------------------------- | --- |
| Ia (매우 좋음) | 6.5 ~ 8.5          | 1 이하   | 2 이하   | 2 이하                     | 용존산소가 풍부하고 오염물질이 없는 청정상태의 생태계로 여과·살균 등 간단한 정수처리 후 생활용수로 사용할 수 있음.                                                                 |
| Ib (좋음)      | 6.5 ~ 8.5          | 2 이하   | 4 이하   | 3 이하                     | 용존산소가 많은 편이고 오염물질이 거의 없는 청정상태에 근접한 생태계로 여과·침전·살균 등 일반적인 정수처리 후 생활용수로 사용할 수 있음.                                           |
| II (약간 좋음) | 6.5 ~ 8.5          | 3 이하   | 5 이하   | 4 이하                     | 약간의 오염물질은 있으나 용존산소가 많은 상태의 다소 좋은 생태계로 여과·침전·살균 등 일반적인 정수처리 후 생활용수 또는 수영용수로 사용할 수 있음.                                 |
| III (보통)     | 6.5 ~ 8.5          | 5 이하   | 7 이하   | 5 이하                     | 보통의 오염물질로 인하여 용존산소가 소모되는 일반 생태계로 여과, 침전, 활성탄 투입, 살균 등 고도의 정수처리 후 생활용수로 이용하거나 일반적 정수처리 후 공업용수로 사용할 수 있음. |
| IV (약간 나쁨) | 6.0 ~ 8.5          | 8 이하   | 9 이하   | 6 이하                     | 상당량의 오염물질로 인하여 용존산소가 소모되는 생태계로 농업용수로 사용하거나 여과, 침전, 활성탄 투입, 살균 등 고도의 정수처리 후 공업용수로 사용할 수 있음.                       |
| V (나쁨)       | 6.0 ~ 8.5          | 10 이하  | 11 이하  | 8 이하                     | 다량의 오염물질로 인하여 용존산소가 소모되는 생태계로 산책 등 국민의 일상생활에 불쾌감을 주지 않으며, 활성탄 투입, 역삼투압 공법 등 특수한 정수처리 후 공업용수로 사용할 수 있음.  |
| VI (매우 나쁨) |                    | 10 초과  | 11초     | 8 초과                     | 용존산소가 초과 산소가 거의 없는 오염된 물로 물고기가 살기 어려움. |

## 하천 합류 시 오염물질 농도 변화
A하천과 B하천이 합류된 하천의 오염 물질 농도(Cm)는 다음과 같이 계산할 수 있다. A하천의 유량을 QA, 오염 물질 농도를 CA라 하고, B하천의 유량을 QB, 오염 물질 농도를 CB라 할 때, 여기서 말하는 오염 물질 농도는 BOD 등이 가능하다.
{\displaystyle C_{m}={\frac {Q_{A}\cdot C_{A}+Q_{B}\cdot C_{B}}{Q_{A}+Q_{B}}}}

## 통제
가장 효율적인 폐수처리는 1차 처리단계, 2차 처리단계, 3차 처리단계의 세 가지 과정을 거쳐야 한다. 또 공장에서는 폐기물을 물에 버리기 전에 해로운 화학물질을 없애는 과정을 거치면 오염을 줄일 수 있다. 또 화학오염 물질을 재사용하거나 거두어들이는 제조방법을 사용하여 산업폐기물을 줄일 수도있다.

## 같이 보기
- 물
- 물 처리
- 물 부족
- 수자원
- 미나마타병
- 이타이이타이 병
- 해양오염